# Vuelta a Dinamarca 2023
La 32.ª edición de la Vuelta a Dinamarca fue una carrera de ciclismo en ruta por etapas que se celebró en Dinamarca entre el 15 y el 19 de agosto de 2023 sobre un recorrido de 737 kilómetros dividido en 5 etapas, con inicio en la ciudad de Aalborg y final en la ciudad Elsinor.
La prueba perteneció al UCI ProSeries 2023, dentro de la categoría 2.Pro, y fue ganada por el danés Mads Pedersen del Lidl-Trek. Completaron el podio, como segundo y tercer clasificado respectivamente, los también daneses Mattias Skjelmose Jensen, del mismo equipo, y Magnus Cort del EF Education-EasyPost.

## Equipos participantes
Tomaron parte en la carrera 20 equipos: 5 de categoría UCI WorldTeam invitados por la organización, 9 de categoría UCI ProTeam, 5 de categoría Continental y la selección nacional de Dinamarca. Formaron así un pelotón de 138 ciclistas de los que acabaron 123. Los equipos participantes fueron:
| WorldTeams (5)- Alpecin-Deceuninck - EF Education-EasyPost - Lidl-Trek - Soudal Quick-Step - Team DSM-Firmenich ProTeams (9)- Bolton Equities Black Spoke Pro Cycling - Green Project-Bardiani CSF-Faizanè - Human Powered Health - Lotto Dstny - Q36.5 Pro Cycling Team - Team Flanders-Baloise - Team Novo Nordisk - Tudor Pro Cycling Team - Uno-X Pro Cycling Team Equipos continentales (5)- BHS-PL Beton Bornholm - ColoQuick - HRE Mazowsze Serce Polski - Leopard TOGT Pro Cycling - Restaurant Suri-Carl Ras Equipo nacional- Dinamarca |
| |

## Recorrido
La Vuelta a Dinamarca dispuso de cinco etapas para un recorrido total de 737 kilómetros, dividido en cuatro etapas en línea y una contrarreloj individual.
| Etapa     | Fecha     | Recorrido             | type                    | Distancia (km) | Desnivel (m) | Ganador           | Líder             |
| --------- | --------- | --------------------- | ----------------------- | -------------- | ------------ | ----------------- | ----------------- |
| 1.ª etapa | 15 de ago | Aalborg – Aalborg     | etapa llana             | 169,9          | 1383 m       | Søren Wærenskjold | Søren Wærenskjold |
| 2.ª etapa | 16 de ago | Kjellerup – Silkeborg | etapa llana             | 163,6          | 1474 m       | Fabio Jakobsen    | Søren Wærenskjold |
| 3.ª etapa | 17 de ago | Vejen – Vejle         | etapa escarpada         | 209            | 1971 m       | Mattias Skjelmose | Mattias Skjelmose |
| 4.ª etapa | 18 de ago | Kalundborg – Bagsværd | etapa llana             | 178,4          | 1197 m       | Fabio Jakobsen    | Mattias Skjelmose |
| 5.ª etapa | 19 de ago | Elsinor – Elsinor     | contrarreloj individual | 16,1           | 114 m        | Mads Pedersen     | Mads Pedersen     |

### 1.ª etapa
| Aalborg - Aalborg | etapa llana | (169,9 km) |

| \| Clasificación de la etapa \| Clasificación de la etapa \| Clasificación de la etapa \| Clasificación de la etapa \| Clasificación de la etapa \| \| Ciclista \| Ciclista \| Equipo \| Tiempo \| \| \| ------------------------- \| ------------------------- \| ---------------------------------- \| ------------------------- \| ------------------------- \| \| 1.º \| Søren Wærenskjold \| Uno-X Pro Cycling Team \| 3 h 50 min 10 s \| \| \| 2.º \| Fabio Jakobsen \| Soudal Quick-Step \| + 6 s \| \| \| 3.º \| Mads Pedersen \| Lidl-Trek \| + 6 s \| \| \| 4.º \| Tobias Lund Andresen \| Team DSM-Firmenich \| + 6 s \| \| \| 5.º \| Vito Braet \| Team Flanders-Baloise \| + 6 s \| \| \| 6.º \| Søren Kragh Andersen \| Alpecin-Deceuninck \| + 6 s \| \| \| 7.º \| Sebastian Kolze Changizi \| Tudor Pro Cycling Team \| + 6 s \| \| \| 8.º \| Sebastian Nielsen \| ColoQuick \| + 6 s \| \| \| 9.º \| Andreas Stokbro \| Leopard TOGT Pro Cycling \| + 6 s \| \| \| 10.º \| Luca Colnaghi \| Green Project-Bardiani CSF-Faizanè \| + 6 s \| \| |                          |                                    |                 |
| |                          |                                    |                 |
| Fuente: ProCyclingStats |                          |                                    |                 |
| Clasificación de la etapa |                          |                                    |                 |
| Ciclista | Ciclista                 | Equipo                             | Tiempo          |
| 1.º | Søren Wærenskjold        | Uno-X Pro Cycling Team             | 3 h 50 min 10 s |
| 2.º | Fabio Jakobsen           | Soudal Quick-Step                  | + 6 s           |
| 3.º | Mads Pedersen            | Lidl-Trek                          | + 6 s           |
| 4.º | Tobias Lund Andresen     | Team DSM-Firmenich                 | + 6 s           |
| 5.º | Vito Braet               | Team Flanders-Baloise              | + 6 s           |
| 6.º | Søren Kragh Andersen     | Alpecin-Deceuninck                 | + 6 s           |
| 7.º | Sebastian Kolze Changizi | Tudor Pro Cycling Team             | + 6 s           |
| 8.º | Sebastian Nielsen        | ColoQuick                          | + 6 s           |
| 9.º | Andreas Stokbro          | Leopard TOGT Pro Cycling           | + 6 s           |
| 10.º | Luca Colnaghi            | Green Project-Bardiani CSF-Faizanè | + 6 s           |

| \| Clasificación general \| Clasificación general \| Clasificación general \| Clasificación general \| Clasificación general \| \| Ciclista \| Ciclista \| Equipo \| Tiempo \| \| \| --------------------- \| ------------------------ \| ------------------------ \| --------------------- \| --------------------- \| \| 1.º \| Søren Wærenskjold \| Uno-X Pro Cycling Team \| 3 h 50 min 00 s \| \| \| 2.º \| Fabio Jakobsen \| Soudal Quick-Step \| + 10 s \| \| \| 3.º \| Mads Pedersen \| Lidl-Trek \| + 12 s \| \| \| 4.º \| Filippo Ridolfo \| Team Novo Nordisk \| + 14 s \| \| \| 5.º \| Tobias Lund Andresen \| Team DSM-Firmenich \| + 16 s \| \| \| 6.º \| Vito Braet \| Team Flanders-Baloise \| + 16 s \| \| \| 7.º \| Søren Kragh Andersen \| Alpecin-Deceuninck \| + 16 s \| \| \| 8.º \| Sebastian Kolze Changizi \| Tudor Pro Cycling Team \| + 16 s \| \| \| 9.º \| Sebastian Nielsen \| ColoQuick \| + 16 s \| \| \| 10.º \| Andreas Stokbro \| Leopard TOGT Pro Cycling \| + 16 s \| \| |                          |                          |                 |
| |                          |                          |                 |
| Fuente: ProCyclingStats |                          |                          |                 |
| Clasificación general |                          |                          |                 |
| Ciclista | Ciclista                 | Equipo                   | Tiempo          |
| 1.º | Søren Wærenskjold        | Uno-X Pro Cycling Team   | 3 h 50 min 00 s |
| 2.º | Fabio Jakobsen           | Soudal Quick-Step        | + 10 s          |
| 3.º | Mads Pedersen            | Lidl-Trek                | + 12 s          |
| 4.º | Filippo Ridolfo          | Team Novo Nordisk        | + 14 s          |
| 5.º | Tobias Lund Andresen     | Team DSM-Firmenich       | + 16 s          |
| 6.º | Vito Braet               | Team Flanders-Baloise    | + 16 s          |
| 7.º | Søren Kragh Andersen     | Alpecin-Deceuninck       | + 16 s          |
| 8.º | Sebastian Kolze Changizi | Tudor Pro Cycling Team   | + 16 s          |
| 9.º | Sebastian Nielsen        | ColoQuick                | + 16 s          |
| 10.º | Andreas Stokbro          | Leopard TOGT Pro Cycling | + 16 s          |

### 2.ª etapa
| Kjellerup - Silkeborg | etapa llana | (163,6 km) |

| \| Clasificación de la etapa \| Clasificación de la etapa \| Clasificación de la etapa \| Clasificación de la etapa \| Clasificación de la etapa \| \| Ciclista \| Ciclista \| Equipo \| Tiempo \| \| \| ------------------------- \| ------------------------- \| ---------------------------------- \| ------------------------- \| ------------------------- \| \| 1.º \| Fabio Jakobsen \| Soudal Quick-Step \| 3 h 41 min 09 s \| \| \| 2.º \| Søren Wærenskjold \| Uno-X Pro Cycling Team \| + 0 s \| \| \| 3.º \| Søren Kragh Andersen \| Alpecin-Deceuninck \| + 0 s \| \| \| 4.º \| Tobias Lund Andresen \| Team DSM-Firmenich \| + 0 s \| \| \| 5.º \| Mads Pedersen \| Lidl-Trek \| + 0 s \| \| \| 6.º \| Mattias Skjelmose \| Lidl-Trek \| + 0 s \| \| \| 7.º \| Magnus Cort \| EF Education-EasyPost \| + 0 s \| \| \| 8.º \| Jensen Plowright \| Alpecin-Deceuninck \| + 0 s \| \| \| 9.º \| Matyáš Kopecký \| Team Novo Nordisk \| + 0 s \| \| \| 10.º \| Filippo Magli \| Green Project-Bardiani CSF-Faizanè \| + 0 s \| \| |                      |                                    |                 |
| |                      |                                    |                 |
| Fuente: ProCyclingStats |                      |                                    |                 |
| Clasificación de la etapa |                      |                                    |                 |
| Ciclista | Ciclista             | Equipo                             | Tiempo          |
| 1.º | Fabio Jakobsen       | Soudal Quick-Step                  | 3 h 41 min 09 s |
| 2.º | Søren Wærenskjold    | Uno-X Pro Cycling Team             | + 0 s           |
| 3.º | Søren Kragh Andersen | Alpecin-Deceuninck                 | + 0 s           |
| 4.º | Tobias Lund Andresen | Team DSM-Firmenich                 | + 0 s           |
| 5.º | Mads Pedersen        | Lidl-Trek                          | + 0 s           |
| 6.º | Mattias Skjelmose    | Lidl-Trek                          | + 0 s           |
| 7.º | Magnus Cort          | EF Education-EasyPost              | + 0 s           |
| 8.º | Jensen Plowright     | Alpecin-Deceuninck                 | + 0 s           |
| 9.º | Matyáš Kopecký       | Team Novo Nordisk                  | + 0 s           |
| 10.º | Filippo Magli        | Green Project-Bardiani CSF-Faizanè | + 0 s           |

| \| Clasificación general \| Clasificación general \| Clasificación general \| Clasificación general \| Clasificación general \| \| Ciclista \| Ciclista \| Equipo \| Tiempo \| \| \| --------------------- \| ------------------------ \| ---------------------- \| --------------------- \| --------------------- \| \| 1.º \| Søren Wærenskjold \| Uno-X Pro Cycling Team \| 7 h 31 min 03 s \| \| \| 2.º \| Fabio Jakobsen \| Soudal Quick-Step \| + 6 s \| \| \| 3.º \| Mads Pedersen \| Lidl-Trek \| + 18 s \| \| \| 4.º \| Søren Kragh Andersen \| Alpecin-Deceuninck \| + 18 s \| \| \| 5.º \| Filippo Ridolfo \| Team Novo Nordisk \| + 20 s \| \| \| 6.º \| Tobias Lund Andresen \| Team DSM-Firmenich \| + 22 s \| \| \| 7.º \| Vito Braet \| Team Flanders-Baloise \| + 22 s \| \| \| 8.º \| Sebastian Kolze Changizi \| Tudor Pro Cycling Team \| + 22 s \| \| \| 9.º \| Matyáš Kopecký \| Team Novo Nordisk \| + 22 s \| \| \| 10.º \| Sebastian Nielsen \| ColoQuick \| + 22 s \| \| |                          |                        |                 |
| |                          |                        |                 |
| Fuente: ProCyclingStats |                          |                        |                 |
| Clasificación general |                          |                        |                 |
| Ciclista | Ciclista                 | Equipo                 | Tiempo          |
| 1.º | Søren Wærenskjold        | Uno-X Pro Cycling Team | 7 h 31 min 03 s |
| 2.º | Fabio Jakobsen           | Soudal Quick-Step      | + 6 s           |
| 3.º | Mads Pedersen            | Lidl-Trek              | + 18 s          |
| 4.º | Søren Kragh Andersen     | Alpecin-Deceuninck     | + 18 s          |
| 5.º | Filippo Ridolfo          | Team Novo Nordisk      | + 20 s          |
| 6.º | Tobias Lund Andresen     | Team DSM-Firmenich     | + 22 s          |
| 7.º | Vito Braet               | Team Flanders-Baloise  | + 22 s          |
| 8.º | Sebastian Kolze Changizi | Tudor Pro Cycling Team | + 22 s          |
| 9.º | Matyáš Kopecký           | Team Novo Nordisk      | + 22 s          |
| 10.º | Sebastian Nielsen        | ColoQuick              | + 22 s          |

### 3.ª etapa
| Vejen - Vejle | etapa escarpada | (209 km) |

| \| Clasificación de la etapa \| Clasificación de la etapa \| Clasificación de la etapa \| Clasificación de la etapa \| Clasificación de la etapa \| \| Ciclista \| Ciclista \| Equipo \| Tiempo \| \| \| ------------------------- \| ------------------------- \| ------------------------- \| ------------------------- \| ------------------------- \| \| 1.º \| Mattias Skjelmose \| Lidl-Trek \| 4 h 59 min 31 s \| \| \| 2.º \| Mads Pedersen \| Lidl-Trek \| + 10 s \| \| \| 3.º \| Magnus Cort \| EF Education-EasyPost \| + 43 s \| \| \| 4.º \| Nicola Conci \| Alpecin-Deceuninck \| + 46 s \| \| \| 5.º \| Florian Vermeersch \| Lotto Dstny \| + 49 s \| \| \| 6.º \| Alexander Kamp \| Tudor Pro Cycling Team \| + 51 s \| \| \| 7.º \| Toms Skujiņš \| Lidl-Trek \| + 1 min 10 s \| \| \| 8.º \| Tobias Svarre \| ColoQuick \| + 1 min 10 s \| \| \| 9.º \| Michael Valgren \| EF Education-EasyPost \| + 1 min 15 s \| \| \| 10.º \| Kristian Sbaragli \| Alpecin-Deceuninck \| + 1 min 15 s \| \| |                    |                        |                 |
| |                    |                        |                 |
| Fuente: ProCyclingStats |                    |                        |                 |
| Clasificación de la etapa |                    |                        |                 |
| Ciclista | Ciclista           | Equipo                 | Tiempo          |
| 1.º | Mattias Skjelmose  | Lidl-Trek              | 4 h 59 min 31 s |
| 2.º | Mads Pedersen      | Lidl-Trek              | + 10 s          |
| 3.º | Magnus Cort        | EF Education-EasyPost  | + 43 s          |
| 4.º | Nicola Conci       | Alpecin-Deceuninck     | + 46 s          |
| 5.º | Florian Vermeersch | Lotto Dstny            | + 49 s          |
| 6.º | Alexander Kamp     | Tudor Pro Cycling Team | + 51 s          |
| 7.º | Toms Skujiņš       | Lidl-Trek              | + 1 min 10 s    |
| 8.º | Tobias Svarre      | ColoQuick              | + 1 min 10 s    |
| 9.º | Michael Valgren    | EF Education-EasyPost  | + 1 min 15 s    |
| 10.º | Kristian Sbaragli  | Alpecin-Deceuninck     | + 1 min 15 s    |

| \| Clasificación general \| Clasificación general \| Clasificación general \| Clasificación general \| Clasificación general \| \| Ciclista \| Ciclista \| Equipo \| Tiempo \| \| \| --------------------- \| --------------------- \| ---------------------- \| --------------------- \| --------------------- \| \| 1.º \| Mattias Skjelmose \| Lidl-Trek \| 12 h 30 min 46 s \| \| \| 2.º \| Mads Pedersen \| Lidl-Trek \| + 10 s \| \| \| 3.º \| Magnus Cort \| EF Education-EasyPost \| + 49 s \| \| \| 4.º \| Nicola Conci \| Alpecin-Deceuninck \| + 56 s \| \| \| 5.º \| Florian Vermeersch \| Lotto Dstny \| + 59 s \| \| \| 6.º \| Alexander Kamp \| Tudor Pro Cycling Team \| + 1 min 01 s \| \| \| 7.º \| Søren Wærenskjold \| Uno-X Pro Cycling Team \| + 1 min 09 s \| \| \| 8.º \| Toms Skujiņš \| Lidl-Trek \| + 1 min 20 s \| \| \| 9.º \| Kristian Sbaragli \| Alpecin-Deceuninck \| + 1 min 25 s \| \| \| 10.º \| Brent Van Moer \| Lotto Dstny \| + 1 min 26 s \| \| |                    |                        |                  |
| |                    |                        |                  |
| Fuente: ProCyclingStats |                    |                        |                  |
| Clasificación general |                    |                        |                  |
| Ciclista | Ciclista           | Equipo                 | Tiempo           |
| 1.º | Mattias Skjelmose  | Lidl-Trek              | 12 h 30 min 46 s |
| 2.º | Mads Pedersen      | Lidl-Trek              | + 10 s           |
| 3.º | Magnus Cort        | EF Education-EasyPost  | + 49 s           |
| 4.º | Nicola Conci       | Alpecin-Deceuninck     | + 56 s           |
| 5.º | Florian Vermeersch | Lotto Dstny            | + 59 s           |
| 6.º | Alexander Kamp     | Tudor Pro Cycling Team | + 1 min 01 s     |
| 7.º | Søren Wærenskjold  | Uno-X Pro Cycling Team | + 1 min 09 s     |
| 8.º | Toms Skujiņš       | Lidl-Trek              | + 1 min 20 s     |
| 9.º | Kristian Sbaragli  | Alpecin-Deceuninck     | + 1 min 25 s     |
| 10.º | Brent Van Moer     | Lotto Dstny            | + 1 min 26 s     |

### 4.ª etapa
| Kalundborg - Bagsværd | etapa llana | (178,4 km) |

| \| Clasificación de la etapa \| Clasificación de la etapa \| Clasificación de la etapa \| Clasificación de la etapa \| Clasificación de la etapa \| \| Ciclista \| Ciclista \| Equipo \| Tiempo \| \| \| ------------------------- \| ------------------------- \| ---------------------------------- \| ------------------------- \| ------------------------- \| \| 1.º \| Fabio Jakobsen \| Soudal Quick-Step \| 4 h 00 min 36 s \| \| \| 2.º \| Mads Pedersen \| Lidl-Trek \| + 0 s \| \| \| 3.º \| Luca Colnaghi \| Green Project-Bardiani CSF-Faizanè \| + 0 s \| \| \| 4.º \| Søren Wærenskjold \| Uno-X Pro Cycling Team \| + 0 s \| \| \| 5.º \| Jensen Plowright \| Alpecin-Deceuninck \| + 0 s \| \| \| 6.º \| Alexander Salby \| Dinamarca \| + 0 s \| \| \| 7.º \| Tobias Lund Andresen \| Team DSM-Firmenich \| + 0 s \| \| \| 8.º \| Matteo Moschetti \| Q36.5 Pro Cycling Team \| + 0 s \| \| \| 9.º \| Andrea Peron \| Team Novo Nordisk \| + 0 s \| \| \| 10.º \| Sebastian Nielsen \| ColoQuick \| + 0 s \| \| |                      |                                    |                 |
| |                      |                                    |                 |
| Fuente: ProCyclingStats |                      |                                    |                 |
| Clasificación de la etapa |                      |                                    |                 |
| Ciclista | Ciclista             | Equipo                             | Tiempo          |
| 1.º | Fabio Jakobsen       | Soudal Quick-Step                  | 4 h 00 min 36 s |
| 2.º | Mads Pedersen        | Lidl-Trek                          | + 0 s           |
| 3.º | Luca Colnaghi        | Green Project-Bardiani CSF-Faizanè | + 0 s           |
| 4.º | Søren Wærenskjold    | Uno-X Pro Cycling Team             | + 0 s           |
| 5.º | Jensen Plowright     | Alpecin-Deceuninck                 | + 0 s           |
| 6.º | Alexander Salby      | Dinamarca                          | + 0 s           |
| 7.º | Tobias Lund Andresen | Team DSM-Firmenich                 | + 0 s           |
| 8.º | Matteo Moschetti     | Q36.5 Pro Cycling Team             | + 0 s           |
| 9.º | Andrea Peron         | Team Novo Nordisk                  | + 0 s           |
| 10.º | Sebastian Nielsen    | ColoQuick                          | + 0 s           |

| \| Clasificación general \| Clasificación general \| Clasificación general \| Clasificación general \| Clasificación general \| \| Ciclista \| Ciclista \| Equipo \| Tiempo \| \| \| --------------------- \| --------------------- \| ------------------------ \| --------------------- \| --------------------- \| \| 1.º \| Mattias Skjelmose \| Lidl-Trek \| 16 h 31 min 22 s \| \| \| 2.º \| Mads Pedersen \| Lidl-Trek \| + 4 s \| \| \| 3.º \| Magnus Cort \| EF Education-EasyPost \| + 49 s \| \| \| 4.º \| Nicola Conci \| Alpecin-Deceuninck \| + 1 min 04 s \| \| \| 5.º \| Florian Vermeersch \| Lotto Dstny \| + 1 min 07 s \| \| \| 6.º \| Søren Wærenskjold \| Uno-X Pro Cycling Team \| + 1 min 09 s \| \| \| 7.º \| Alexander Kamp \| Tudor Pro Cycling Team \| + 1 min 14 s \| \| \| 8.º \| Brent Van Moer \| Lotto Dstny \| + 1 min 26 s \| \| \| 9.º \| Vito Braet \| Team Flanders-Baloise \| + 1 min 31 s \| \| \| 10.º \| Magnus Bak Klaris \| Restaurant Suri-Carl Ras \| + 1 min 31 s \| \| |                    |                          |                  |
| |                    |                          |                  |
| Fuente: ProCyclingStats |                    |                          |                  |
| Clasificación general |                    |                          |                  |
| Ciclista | Ciclista           | Equipo                   | Tiempo           |
| 1.º | Mattias Skjelmose  | Lidl-Trek                | 16 h 31 min 22 s |
| 2.º | Mads Pedersen      | Lidl-Trek                | + 4 s            |
| 3.º | Magnus Cort        | EF Education-EasyPost    | + 49 s           |
| 4.º | Nicola Conci       | Alpecin-Deceuninck       | + 1 min 04 s     |
| 5.º | Florian Vermeersch | Lotto Dstny              | + 1 min 07 s     |
| 6.º | Søren Wærenskjold  | Uno-X Pro Cycling Team   | + 1 min 09 s     |
| 7.º | Alexander Kamp     | Tudor Pro Cycling Team   | + 1 min 14 s     |
| 8.º | Brent Van Moer     | Lotto Dstny              | + 1 min 26 s     |
| 9.º | Vito Braet         | Team Flanders-Baloise    | + 1 min 31 s     |
| 10.º | Magnus Bak Klaris  | Restaurant Suri-Carl Ras | + 1 min 31 s     |

### 5.ª etapa
| Elsinor - Elsinor | contrarreloj individual | (16,1 km) |

| \| Clasificación de la etapa \| Clasificación de la etapa \| Clasificación de la etapa \| Clasificación de la etapa \| Clasificación de la etapa \| \| Ciclista \| Ciclista \| Equipo \| Tiempo \| \| \| ------------------------- \| ------------------------- \| ------------------------- \| ------------------------- \| ------------------------- \| \| 1.º \| Mads Pedersen \| Lidl-Trek \| 17 min 50 s \| \| \| 2.º \| Søren Wærenskjold \| Uno-X Pro Cycling Team \| + 24 s \| \| \| 3.º \| Magnus Cort \| EF Education-EasyPost \| + 34 s \| \| \| 4.º \| Daan Hoole \| Lidl-Trek \| + 35 s \| \| \| 5.º \| Mattias Skjelmose \| Lidl-Trek \| + 45 s \| \| \| 6.º \| Niklas Larsen \| Uno-X Pro Cycling Team \| + 50 s \| \| \| 7.º \| Casper Pedersen \| Soudal Quick-Step \| + 54 s \| \| \| 8.º \| Josef Černý \| Soudal Quick-Step \| + 58 s \| \| \| 9.º \| Florian Vermeersch \| Lotto Dstny \| + 1 min 00 s \| \| \| 10.º \| Frederik Muff \| ColoQuick \| + 1 min 00 s \| \| |                    |                        |              |
| |                    |                        |              |
| Fuente: ProCyclingStats |                    |                        |              |
| Clasificación de la etapa |                    |                        |              |
| Ciclista | Ciclista           | Equipo                 | Tiempo       |
| 1.º | Mads Pedersen      | Lidl-Trek              | 17 min 50 s  |
| 2.º | Søren Wærenskjold  | Uno-X Pro Cycling Team | + 24 s       |
| 3.º | Magnus Cort        | EF Education-EasyPost  | + 34 s       |
| 4.º | Daan Hoole         | Lidl-Trek              | + 35 s       |
| 5.º | Mattias Skjelmose  | Lidl-Trek              | + 45 s       |
| 6.º | Niklas Larsen      | Uno-X Pro Cycling Team | + 50 s       |
| 7.º | Casper Pedersen    | Soudal Quick-Step      | + 54 s       |
| 8.º | Josef Černý        | Soudal Quick-Step      | + 58 s       |
| 9.º | Florian Vermeersch | Lotto Dstny            | + 1 min 00 s |
| 10.º | Frederik Muff      | ColoQuick              | + 1 min 00 s |

## Clasificaciones finales
- Las clasificaciones finalizaron de la siguiente forma:[5]

### Clasificación general
| \| Clasificación general \| Clasificación general \| Clasificación general \| Clasificación general \| Clasificación general \| \| Ciclista \| Ciclista \| Equipo \| Tiempo \| \| \| --------------------- \| --------------------- \| ------------------------ \| --------------------- \| --------------------- \| \| 1.º \| Mads Pedersen \| Lidl-Trek \| 16 h 49 min 16 s \| \| \| 2.º \| Mattias Skjelmose \| Lidl-Trek \| + 41 s \| \| \| 3.º \| Magnus Cort \| EF Education-EasyPost \| + 1 min 19 s \| \| \| 4.º \| Søren Wærenskjold \| Uno-X Pro Cycling Team \| + 1 min 29 s \| \| \| 5.º \| Florian Vermeersch \| Lotto Dstny \| + 2 min 03 s \| \| \| 6.º \| Alexander Kamp \| Tudor Pro Cycling Team \| + 2 min 12 s \| \| \| 7.º \| Brent Van Moer \| Lotto Dstny \| + 2 min 28 s \| \| \| 8.º \| Mathias Bregnhøj \| Leopard TOGT Pro Cycling \| + 2 min 28 s \| \| \| 9.º \| Toms Skujiņš \| Lidl-Trek \| + 2 min 30 s \| \| \| 10.º \| Magnus Bak Klaris \| Restaurant Suri-Carl Ras \| + 2 min 34 s \| \| |                    |                          |                  |
| |                    |                          |                  |
| Fuente: ProCyclingStats |                    |                          |                  |
| Clasificación general |                    |                          |                  |
| Ciclista | Ciclista           | Equipo                   | Tiempo           |
| 1.º | Mads Pedersen      | Lidl-Trek                | 16 h 49 min 16 s |
| 2.º | Mattias Skjelmose  | Lidl-Trek                | + 41 s           |
| 3.º | Magnus Cort        | EF Education-EasyPost    | + 1 min 19 s     |
| 4.º | Søren Wærenskjold  | Uno-X Pro Cycling Team   | + 1 min 29 s     |
| 5.º | Florian Vermeersch | Lotto Dstny              | + 2 min 03 s     |
| 6.º | Alexander Kamp     | Tudor Pro Cycling Team   | + 2 min 12 s     |
| 7.º | Brent Van Moer     | Lotto Dstny              | + 2 min 28 s     |
| 8.º | Mathias Bregnhøj   | Leopard TOGT Pro Cycling | + 2 min 28 s     |
| 9.º | Toms Skujiņš       | Lidl-Trek                | + 2 min 30 s     |
| 10.º | Magnus Bak Klaris  | Restaurant Suri-Carl Ras | + 2 min 34 s     |

### Clasificación de la montaña
| Clasificación de la montaña | Clasificación de la montaña | Clasificación de la montaña | Clasificación de la montaña | Clasificación de la montaña |
| Ciclista                    | Ciclista                    | Equipo                      | Puntos                      |                             |
| --------------------------- | --------------------------- | --------------------------- | --------------------------- | --------------------------- |
| 1.º                         | Nicklas Pedersen            | ColoQuick                   | 40 pts                      |                             |
| 2.º                         | Jeppe Aaskov Pallesen       | HRE Mazowsze Serce Polski   | 32 pts                      |                             |
| 3.º                         | Wessel Krul                 | Human Powered Health        | 26 pts                      |                             |
| 4.º                         | Frederik Irgens Jensen      | BHS-PL Beton Bornholm       | 22 pts                      |                             |
| 5.º                         | Mads Østergaard Kristensen  | Leopard TOGT Pro Cycling    | 20 pts                      |                             |
| 6.º                         | Henrik Pedersen             | ColoQuick                   | 18 pts                      |                             |
| 7.º                         | Nikolaj Mengel              | BHS-PL Beton Bornholm       | 16 pts                      |                             |
| 8.º                         | Emil Vinjebo                | Leopard TOGT Pro Cycling    | 12 pts                      |                             |
| 9.º                         | Simon Pellaud               | Tudor Pro Cycling Team      | 10 pts                      |                             |
| 10.º                        | Jules Hesters               | Team Flanders-Baloise       | 8 pts                       |                             |

### Clasificación de los puntos
| Clasificación por puntos | Clasificación por puntos | Clasificación por puntos           | Clasificación por puntos | Clasificación por puntos |
| Ciclista                 | Ciclista                 | Equipo                             | Puntos                   |                          |
| ------------------------ | ------------------------ | ---------------------------------- | ------------------------ | ------------------------ |
| 1.º                      | Mads Pedersen            | Lidl-Trek                          | 57 pts                   |                          |
| 2.º                      | Søren Wærenskjold        | Uno-X Pro Cycling Team             | 48 pts                   |                          |
| 3.º                      | Fabio Jakobsen           | Soudal Quick-Step                  | 42 pts                   |                          |
| 4.º                      | Mattias Skjelmose        | Lidl-Trek                          | 30 pts                   |                          |
| 5.º                      | Magnus Cort              | EF Education-EasyPost              | 26 pts                   |                          |
| 6.º                      | Tobias Lund Andresen     | Team DSM-Firmenich                 | 24 pts                   |                          |
| 7.º                      | Søren Kragh Andersen     | Alpecin-Deceuninck                 | 17 pts                   |                          |
| 8.º                      | Luca Colnaghi            | Green Project-Bardiani CSF-Faizanè | 13 pts                   |                          |
| 9.º                      | Jensen Plowright         | Alpecin-Deceuninck                 | 13 pts                   |                          |
| 10.º                     | Florian Vermeersch       | Lotto Dstny                        | 12 pts                   |                          |

### Clasificación de los jóvenes
| Clasificación del mejor joven | Clasificación del mejor joven | Clasificación del mejor joven           | Clasificación del mejor joven | Clasificación del mejor joven |
| Ciclista                      | Ciclista                      | Equipo                                  | Tiempo                        |                               |
| ----------------------------- | ----------------------------- | --------------------------------------- | ----------------------------- | ----------------------------- |
| 1.º                           | Logan Currie                  | Bolton Equities Black Spoke Pro Cycling | 16 h 52 min 07 s              |                               |
| 2.º                           | Tobias Svarre                 | ColoQuick                               | + 27 s                        |                               |
| 3.º                           | Kasper Andersen               | Dinamarca                               | + 1 min 13 s                  |                               |
| 4.º                           | Matyáš Kopecký                | Team Novo Nordisk                       | + 3 min 09 s                  |                               |
| 5.º                           | Jenno Berckmoes               | Team Flanders-Baloise                   | + 4 min 59 s                  |                               |
| 6.º                           | Robin Skivild                 | Leopard TOGT Pro Cycling                | + 5 min 11 s                  |                               |
| 7.º                           | Marco Brenner                 | Team DSM-Firmenich                      | + 7 min 26 s                  |                               |
| 8.º                           | Martin Svrček                 | Soudal Quick-Step                       | + 10 min 24 s                 |                               |
| 9.º                           | Tobias Lund Andresen          | Team DSM-Firmenich                      | + 11 min 54 s                 |                               |
| 10.º                          | Filippo Ridolfo               | Team Novo Nordisk                       | + 15 min 37 s                 |                               |

### Clasificación por equipos
| Clasificación por equipos | Clasificación por equipos | Clasificación por equipos | Clasificación por equipos |
| Equipo                    | Equipo                    | Tiempo                    |                           |
| ------------------------- | ------------------------- | ------------------------- | ------------------------- |
| 1.º                       | Lidl-Trek                 | 50 h 30 min 36 s          |                           |
| 2.º                       | EF Education-EasyPost     | + 4 min 36 s              |                           |
| 3.º                       | Leopard TOGT Pro Cycling  | + 5 min 27 s              |                           |
| 4.º                       | Alpecin-Deceuninck        | + 5 min 33 s              |                           |
| 5.º                       | Tudor Pro Cycling Team    | + 5 min 58 s              |                           |
| 6.º                       | HRE Mazowsze Serce Polski | + 7 min 52 s              |                           |
| 7.º                       | Lotto Dstny               | + 10 min 42 s             |                           |
| 8.º                       | Soudal Quick-Step         | + 10 min 58 s             |                           |
| 9.º                       | Team Flanders-Baloise     | + 11 min 41 s             |                           |
| 10.º                      | Uno-X Pro Cycling Team    | + 13 min 57 s             |                           |

## Evolución de las clasificaciones
| Etapa                   |                         | Ganador _         | Clasificación general | Puntos            | Montaña                    | Jóvenes         | Combatividad               | Equipo                 |
| ----------------------- | ----------------------- | ----------------- | --------------------- | ----------------- | -------------------------- | --------------- | -------------------------- | ---------------------- |
| 1.ª etapa               | etapa llana             | Søren Wærenskjold | Søren Wærenskjold     | Søren Wærenskjold | Mads Østergaard Kristensen | Filippo Ridolfo | Mads Østergaard Kristensen | Uno-X Pro Cycling Team |
| 2.ª etapa               | etapa llana             | Fabio Jakobsen    | Søren Wærenskjold     | Søren Wærenskjold | Frederik Irgens Jensen     | Filippo Ridolfo | Daniel Stampe              | Uno-X Pro Cycling Team |
| 3.ª etapa               | etapa escarpada         | Mattias Skjelmose | Mattias Skjelmose     | Mads Pedersen     | Nicklas Pedersen           | Kasper Andersen | Nicklas Pedersen           | Lidl-Trek              |
| 4.ª etapa               | etapa llana             | Fabio Jakobsen    | Mattias Skjelmose     | Fabio Jakobsen    | Nicklas Pedersen           | Kasper Andersen | Emil Vinjebo               | Lidl-Trek              |
| 5.ª etapa               | contrarreloj individual | Mads Pedersen     | Mads Pedersen         | Mads Pedersen     | Nicklas Pedersen           | Logan Currie    | no otorgado                | Lidl-Trek              |
| Clasificaciones finales | Clasificaciones finales |                   | Mads Pedersen         | Mads Pedersen     | Nicklas Pedersen           | Logan Currie    | Mads Østergaard Kristensen | Lidl-Trek              |

## Ciclistas participantes y posiciones finales
Convenciones:
- AB-N: Abandono en la etapa "N"
- FLT-N: Retiro por llegada fuera del límite de tiempo en la etapa "N"
- NTS-N: No tomó la salida para la etapa "N"
- DES-N: Descalificado o expulsado en la etapa "N"

## UCI World Ranking
La Vuelta a Dinamarca otorgó puntos para el UCI World Ranking para corredores de los equipos en las categorías UCI WorldTeam, UCI ProTeam y Continental. Las siguientes tablas son el baremo de puntuación y los diez corredores que obtuvieron más puntos:
| Posición              | 1.º | 2.º | 3.º | 4.º | 5.º | 6.º | 7.º | 8.º | 9.º | 10.º | 11.º | 12.º | 13.º | 14.º | 15.º | 16.º-30.º | 31.º-40.º |
| Clasificación general | 200 | 150 | 125 | 100 | 85  | 70  | 60  | 50  | 40  | 35   | 30   | 25   | 20   | 15   | 10   | 5         | 3         |
| Por etapa             | 20  | 15  | 10  | 5   | 3   |     |     |     |     |      |      |      |      |      |      |           |           |
| Líder                 | 5   |     |     |     |     |     |     |     |     |      |      |      |      |      |      |           |           |

| Clasificación |                          |                       |         |       |       |       |
| Posición      | Ciclista                 | Equipo                | General | Etapa | Líder | Total |
| ------------- | ------------------------ | --------------------- | ------- | ----- | ----- | ----- |
| 1.º           | Mads Pedersen            | Lidl-Trek             | 200     | 63    | -     | 263   |
| 2.º           | Mattias Skjelmose Jensen | Lidl-Trek             | 150     | 23    | 10    | 183   |
| 3.º           | Søren Wærenskjold        | Uno-X                 | 100     | 55    | 10    | 165   |
| 4.º           | Magnus Cort              | EF Education-EasyPost | 125     | 20    | -     | 145   |
| 5.º           | Florian Vermeersch       | Lotto Dstny           | 85      | 3     | -     | 88    |
| 6.º           | Alexander Kamp           | Tudor                 | 70      | -     | -     | 70    |
| 7.º           | Brent Van Moer           | Lotto Dstny           | 60      | -     | -     | 60    |
| 8.º           | Fabio Jakobsen           | Soudal Quick-Step     | -       | 55    | -     | 55    |
| 9.º           | Mathias Bregnhøj         | Leopard TOGT          | 50      | -     | -     | 50    |
| 10.º          | Toms Skujiņš             | Lidl-Trek             | 40      | -     | -     | 40    |